# Karl Otto von Kruedener
Karl Otto von Krüdener (* 23. August 1777 in Ropkoy, Livland; † 19. März 1856 in Sankt Petersburg) war ein russischer General deutsch-baltischer Herkunft.

## Leben

### Herkunft und familiäres Umfeld
Krüdener entstammte einer uradeligen deutsch-baltischen Familie, die urkundlich seit 1289 als Rigaer Stadtgeschlecht erscheint. Ende des 14. Jahrhunderts trat das Geschlecht in den Vasallenstand des Erzbischofs von Riga über. Karl Otto gehörte zum heute erloschenen Zweig Kaulep seines Geschlechts und war der Sohn des kaiserlich russischen Majors Otto von Krüdener (1746–1820) und dessen Ehefrau Margarethe, geborene von Liphart (1755–1823).

### Militärkarriere
Krüdener wurde, wie viele der baltischen Adligen, Berufsoffizier in der russischen Armee. Wie bei balten-deutschen Familien üblich, trat er in ein Petersburger Garderegiment ein. Seine Einheit, das Leibgarde-Regiment „Semenowsky“, nahm an den Kämpfen gegen Napoleon Bonaparte teil, besonders auf Seiten Preußens. In diesen Kämpfen im Jahre 1807 in Ostpreußen, inzwischen Oberst, zeichnete er sich so aus, dass er von russischer Seite dem König Friedrich Wilhelm III. von Preußen zur Auszeichnung mit dem Orden Pour le Mérite vorgeschlagen wurde. In einer Allerhöchsten Kabinettsorder des Königs vom 5. Juli 1807 an den Großfürsten Konstantin von Russland heißt es: „Da sich bei den unter E.K.H. speziellen Befehl stehenden Russischen Kaiserlichen Truppen unfehlbar noch manche Offiziere befinden werden, welche sich in den letzten Gefechten gegen die Franzosen durch ein besonders rühmliches Benehmen …ausgezeichnet haben, so ersuche Ich Euer K. H. hierdurch Mir gefälligst diejenigen Offiziere namhaft machen zu wollen, welche Sie durch Meinen V.O. ausgezeichnet zu sehen wünschen.“
Großfürst Konstantin ließ Friedrich Wilhelm III. daraufhin eine Namensliste mit seiner Meinung nach auszuzeichnenden Offizieren – darunter Krüdener – durch General von Bennigsen zustellen. Mit Kabinettsorder vom 22. Juli 1807 an Bennigsen verlieh der König dann den Vorgeschlagenen den Pour le Mérite. Von russischer Seite erhielt er 1806 den Orden des Heiligen Wladimir IV. Klasse und 1808 den Orden des Heiligen Georg IV. Klasse.
Krüdener dient weiter in der russischen Armee. Er wurde noch Generalmajor und Kommandant von Sankt Petersburg. Ferner bekleidete er auch noch ein Hofamt und wurde Oberhofmeister der Großfürstin Helene Pawlowa. Am 19. März 1856 ist er in St. Petersburg gestorben. Kurz vor seinem Tod wurde dem Gesamtgeschlecht Krüdener durch Ukas des russischen Senats vom 29. September 1855 die Berechtigung erteilt, den Baronstitel zu führen.